# سیارک ۲۵۵۰۹
سیارک ۲۵۵۰۹ (به انگلیسی: 25509 Rodwong، نامگذاری:1999XF97) بیست و پنج هزار و پانصد و نهمین سیارک کشف شده‌است که در ۷ دسامبر ۱۹۹۹ کشف شد.
قدر مطلق سیارک برابر ۱۶.۲ است.